# Tetragnatha netrix
Tetragnatha netrix là một loài nhện trong họ Tetragnathidae.
Loài này thuộc chi Tetragnatha. Tetragnatha netrix được Eugène Simon miêu tả năm 1900.